# Hügelgräberfeld Mauthausen-Hart
Das Hügelgräberfeld Mauthausen-Hart in der Gemeinde Mauthausen im Bezirk Perg in Oberösterreich ist ein mittelbronzezeitliches Hügelgräberfeld mit etwa 40 erhaltenen Grabhügeln, das seit dem Jahr 2015 unter Denkmalschutz steht (Listeneintrag).

## Lage
Das Hügelgräberfeld liegt in einem flachen Waldstück westlich der Mauthausener Ortschaften Althart und Neuhart. Wahrscheinlich erstreckte sich das Gräberfeld ursprünglich auch auf die umliegenden Äcker, wurde aber durch landwirtschaftliche Tätigkeit eingeebnet. Innerhalb des Waldgebietes sind rund 40 Bodenerhebungen aufgrund ihrer kreisrunden Form im Airborne Laserscanning gut erkennbar. In vorgeschichtlicher Zeit lag diese Örtlichkeit auf einem der Süd-Nordwege durch das oberösterreichische Mühlviertel in das südböhmische Gebiet.

## Forschungsgeschichte
Die Versuchsgrabungen im Jahr 1964 ergaben noch keine Datierungsansätze. Wegen starken Windbruchs im Waldbestand, vor allem der Umwidmung der umliegenden Wiesenparzellen in Ackerland wurden in den Jahren 1990 bis 1992 Rettungsgrabungen durchgeführt. Dabei konnten die Gräber in die mittlere Bronzezeit datiert werden. Außerdem wurden zwei Flachgräber, die zwischen 0,5 und 1,65 Meter in den Boden eingetieft waren, und Reste von Brandbestattungen entdeckt.